# Ljubow Baschirowna Schischchanowa

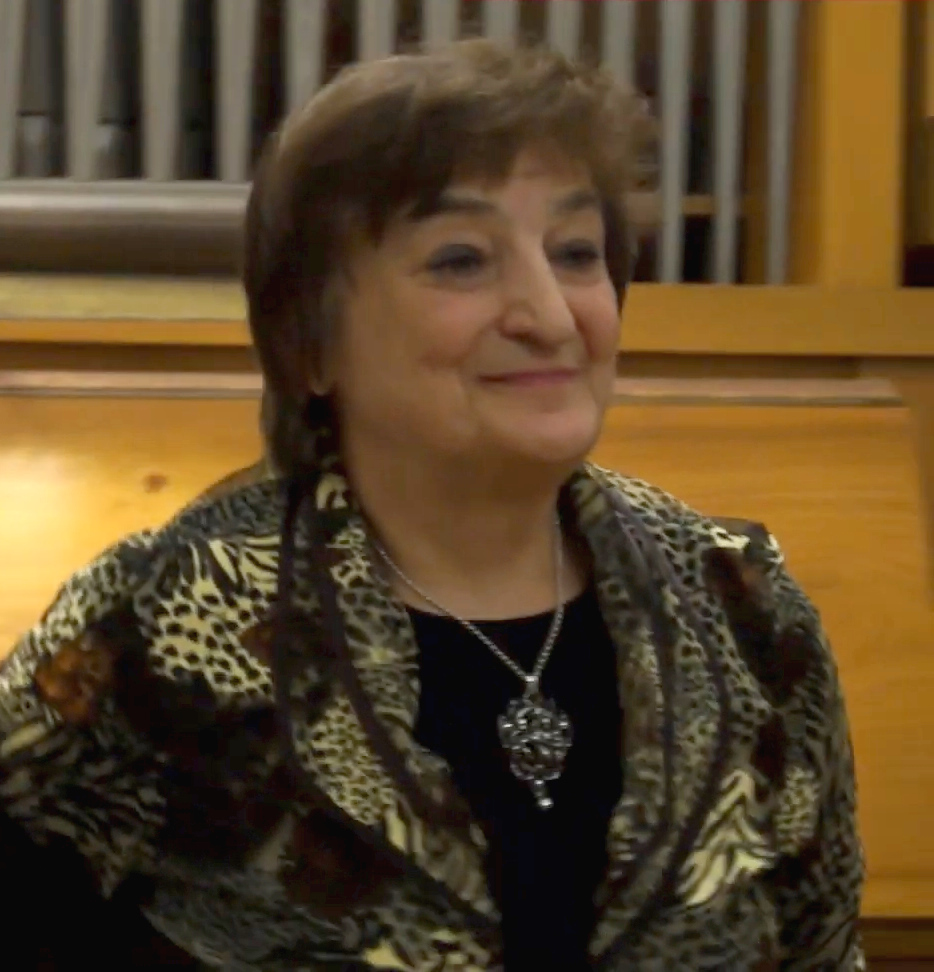
Ljubow Baschirowna Schischchanowa (2020)

Ljubow Baschirowna Schischchanowa (russisch Любовь Башировна Шишханова; * 29. Juni 1947 in Karatau, Kasachische Sozialistische Sowjetrepublik; † 17. November 2023 in Moskau) war eine sowjetische bzw. russische Organistin, Musikpädagogin und Hochschullehrerin inguschischer Herkunft.

## Leben
Schischchanowa, Tochter eines Bergbauingenieurs und einer Chemikerin, besuchte in Kuibyschew die 1. Siebenjährige Musikschule in M. N. Rubakinas Klavier-Klasse mit Abschluss 1961 und dann in Moskau die Zentrale Musikschule am Moskauer Konservatorium in Sergei Dischurs Klavier-Klasse mit Abschluss 1966 mit Goldmedaille, um darauf am Moskauer Konservatorium zu studieren. Ein Organisten- und Cembalisten-Praktikum absolvierte sie 1970 in der Tschechoslowakei an den Höheren Meisterkursen bei Jiří Reinberger und Zuzana Růžičková. Das Studium am Moskauer Konservatorium schloss sie 1972 in der Klavier-Klasse bei W. I. Nossow und in der Orgel- und Cembalo-Klasse bei Leonid Rojsman ab.
Nach einem weiteren Praktikum war Schischchanowa 1974–1977 Aspirantin bei Leonid Roisman. In Jaroslawl war sie 1974 an der Aufstellung der Orgel im L.-W.-Sobinow-Konzertsaal von der Firma W. Sauer Orgelbau Frankfurt (Oder) beteiligt, in deren Werkstatt sie von 1975 bis 1976 ein Praktikum absolvierte.
In den Jahren 1987–1989 nahm Schischchanowa an den Orgel-Seminaren Leo Krämers in Pizunda und Riga teil. Auch nahm sie an den Millstätter Orgel-Seminaren 1990 unter der Leitung von Gaston Litaize und Michael Schneider und 1991 und 1992 unter der Leitung von Almut Rößler, Ch. Meister und Guy Bovet teil sowie in den Jahren 1991–1993 an den Seminaren für moderne Orgelmusik Klaus Martin Zieglers in Kassel und 1995 an Ludger Lohmanns Seminar in St. Petersburg. In den Jahren 1990–1994 studierte sie bei Michael Schneider in Köln.
Von 1998 bis 2000 führte Schischchanowa die Orgel-Klasse im Nischni Nowgoroder Staatlichen M.-I.-Glinka-Konservatorium. Sie wurde 2001 an das Moskauer Konservatorium als Orgel-Dozentin am Lehrstuhl für Orgel und Cembalo berufen, an dem sie schließlich zur Professorin ernannt wurde.
An der Sauer-Orgel in Jaroslawl hatte Schischchanowa regelmäßig Orgelmusik-Gesprächskonzert-Zyklen für Schüler durchgeführt und war Kommissionsmitglied für den Sobinow-Preis (1996–1997). Sie initiierte, organisierte und leitete ab 1997 die Roisman-Orgel-Festivals und 2003 das internationale Roisman-Orgel-Festival für Chormusik, Glockenspiel, Orgelmusik und Sinfonik in Jaroslawl. Als Organistin gab sie Gastspiele in Russland, in den Ländern der Gemeinschaft Unabhängiger Staaten, in Deutschland, Österreich, Polen, Tschechien, Großbritannien, Frankreich, den USA, der Volksrepublik China und Japan. Bei dem Festival in Manila 2006 spielte sie auf einer Bambus-Orgel. Ihr Repertoire umfasste Werke aus fünf Jahrhunderten von Johann Sebastian Bach und seinen Vorgängern bis zu den Komponisten des 21. Jahrhunderts. Werke von Juri Buzko, Wiktor Poltorazki, Léonid Karev u. a. führte sie erstmals auf. Ihre Musik wurde von dem Orpheus Radio, dem Westdeutschen Rundfunk Köln, dem Hessischen Rundfunk u. a. übertragen. Sie war 2013–2015 Mitglied der Jury des Internationalen Mikael-Tariwerdijew-Orgel-Wettbewerbs.
Schischchanowa starb am 17. November 2023 in Moskau und wurde in Jaroslawl begraben.

## Ehrungen, Preise
- Verdiente Künstlerin der RSFSR (1987)
- Sobinow-Preis der Oblast Jaroslawl (1994, 2005)[1]
- Ehrenzeichen des Heiligen Lukas für Entwicklung der Kunst der Oblast Jaroslawl (2002)[1]
- Orden der Heiligen Apostelgleichen Fürstin Olga von Kiew III. Klasse der Russisch-Orthodoxen Kirche (2003)[1]
- Volkskünstlerin Russlands (2006)[1]
- Preisträgerin des Orgeljahrs 2022[3]